# Паса Куатро
Паса Куатро (на португалски: Passa Quatro) е град — община в южната част на бразилския щат Минас Жерайс. Общината е част от икономико-статистическия микрорегион Сао Лоуренсо, мезорегион Южен/югозападен Минас. Населението на общината към 2010 г. е 15 584 души, а територията е 276.568 km² (56,35 д./km²).
Градът е балнеолечебен курорт и туристическа зона.

## История
Произходът на града, сгушен в планината Сера да Мантикейра, в южната част на щата Минас Жерайс датира от 1674 г. и се свързва с бандейранта Фернао Диас Пайс Леми. Градът се намира в Пролома на Ембау̀, откъдето преминава експедицията, ръководена от бандейранта, който тогава описва района в документи, от които произлиза сегашното име на града:
" ...a única passagem tranquila depois de uma garganta profunda de onde deve-se galgar a serra e passar quatro vezes o rio que se escorrega por um verde e espaçoso vale. Chegarás assim a um pouso".
превод: „...единственият лек проход след дълбока клисура откъдето трябва да се изкачи планината и да се премине четири пъти реката която тече през зелена и обширна долина. Така ще стигнеш до една низина.“
—Препис от ръкописите от експедицията на Фернао Диас Пайс
Знае се и за експедиции на Жак Фелис, основател на Таубате и на сина му в по-ранен период, около 1646, които вероятно са основоположниците на най-старото селище тук. Пътят по-късно става известен с името Каминьо Вельо да Естрада Реал. В маршрута, описан от Андре Жоао Антонил, присъства името Рибейрао до Пасатринта (Поток на Пасатринта), след слизането на планината; обаче според бележка на Андре Мансуй Динис Силва, днешното име на този приток на Рио Верди, е Пасакуатро, или Паса Куатро.
Местността се заселва по-интензивно от втората половина на 19 век, след като придобива статут на окръг през 1854, и служи за междинна точка за хората, отиващи към Поусо Алто по царския път (Естрада Реал). През 1884 е открита жп линията Минас-Рио, построена от англичаните, благодарение на което бързо се разраства населението. На това събитие присъства и самият император, Педро II. През 1888 г. Паса Куатро е отделен от Поусо Алто и придобива категория на община, по силата на закон № 3.657, от 1 септември същата година; оттогава денят се чества като празник на града.
Автор на първоначалния проект за канализация и събирането на дъждовните води е инж. Пауло ди Фронтин, чието име днес носи един от площадите на града, близо до гарата.
През 1912 г. Паса Куатро е домакин на международна научна експедиция, чиято цел е да изследва появата на слънчево затъмнение. По това време учени от няколко страни, ръководени от астронома Енрики Мориз, директор на Националната обсерватория присъстват на събитието, на което е и маршал Ермис да Фонсека, президентът на републиката. Поради лошите метеорологични условия през деня на затъмнението, феноменът е наблюдаван от малко хора.
Градът става свидетел на два военни епизода през 20 век — т.нар. революции от 1930 и 1932 (във втората взема участие като лекар в общинската болница бъдещия президент Жуселину Кубичек). През 1941 става балнеолечебен курорт (порт. Estância Hidromineral), благодарение на лековитите свойства на няколко от изворите на града, богати на олигоминерали. Водите са радиоактивни при изворите, поради голямата концентрация на радон и един от изотопите му, 222Rn.

## География
Общината се намира сред едни от най-високите региони на страната. Тук е четвъртият по височина връх на Бразилия — Педра да Мина (2.798 m), в Сера Фина, крайна точка на Сера да Мантикейра и на щата Сао Пауло, с който граничи Паса Куатро. Освен това, в общината се намира връх Трес Естадос, тройна граница на бразилските щати Сао Пауло, Минас Жерайс и Рио де Жанейро. Има и още няколко върхове с височина над 2.000 m н.в., поради което се практикува алпинизъм. Планинският релеф преобладава в 90% от територията на общината, 8% е неравна повърхност и едва останалите 2% е равен терен, в който се намира по-голямата част от града.
В района на Алкалния масив на Паса Куатро са открити два профила на промяна на алкални скали, които са алуминиеви латерити. Бокситни напластявания се срещат навсякъде по геоложкия профил на целия склон.
Общината се пресича от реките Паса Куатро и Педрас, които са част от водосборния басейн на Рио Гранди.
Много природни живописни пейзажи като водопади и гори, заедно с планините, изпълват региона, който е почти на еднакво разстояние (около 270 km) от двата основни метрополиса, генериращи един от главните туристопотоци на Бразилия, градовете Сао Пауло и Рио де Жанейро.
Поради тази причина, днес Паса Куатро има значително развит туристически сектор, особено с екотуризма, което способства за промяната на основните икономически дейности, традиционно свързани със земеделието и млекопроизводството.

### Граници
Паса Куатро граничи с общините: Итанянду на север и североизток, Келус (SP), Лавриняс (SP) и Крузейро (SP) на юг, Мармелополис и Виржиния на запад, и с Итамонти на изток.

### Пътища
През общината минава щатския път MG-158, двупосочен, с по едно платно във всяка посока, в по-голямата му част. Той е свързан с щата Сао Пауло посредством път SP-052, на границата между двата щата. Има и други не-павирани и третокласни общински пътища, които дават достъп до различни места в общината и водят към съседните градове Виржиния и Мармелополис. В Паса Куатро има и улици покрити с калдъръм, повечето в центъра на града, черни пътища в периферните региони, от които едва няколко са асфалтирани.

### Климат
Климатът на общината, според Климатичната класификация на Кьопен е планинско-тропичен, с ясно изразена сезонност.
Средната температура в града е ниска през зимата и относително мека през лятото. Най-високите температури се регистрират през месеците декември и януари, а най-ниските — между юни и юли. Средното количество на валежите е 1.577 милиметра.
| Месец                                             | Яну. | Фев. | Март | Апр. | Май | Юни | Юли | Авг. | Сеп. | Окт. | Ное. | Дек. | Годишно |
| ------------------------------------------------- | ---- | ---- | ---- | ---- | --- | --- | --- | ---- | ---- | ---- | ---- | ---- | ------- |
| Средна минимална температура (°C)                 | 18   | 17   | 16   | 13   | 10  | 8   | 7   | 8    | 12   | 14   | 16   | 17   | 13      |
| Средна максимална температура (°C)                | 28   | 29   | 29   | 27   | 25  | 24  | 24  | 26   | 27   | 27   | 28   | 28   | 27      |
| Валежи (mm)                                       | 280  | 231  | 170  | 71   | 58  | 36  | 25  | 33   | 76   | 132  | 185  | 280  | 1577    |
| Източници: INMET, Weather Channel и World Climate |      |      |      |      |     |     |     |      |      |      |      |      |         |

Въпреки че снеговалежите тук са рядко явление, няколко от тях са регистрирани, дори на снимки, в най-високите планински върхове, като последният по-значителен снеговалеж е от 1985 г.
Климатология
На територията на общината се намира Спомагателната климатична станция № 83737, към пети метеорологически окръг на INMET (Националния институт по метеорология), разположена на 920 m н.в. и с координати 22° 23' ю.ш. и 44° 58' з.д.
Станцията се състои от няколко изолирани сензора, постоянно регистриращи метеорологически параметри като атмосферното налягане, температурата и относителната влажност, валежи, слънчева радиация, скорост на вятъра и посока, и т.н. Данните се разчитат и отбелязват от наблюдател, през равни интервали от време, който после ги изпраща в колекторен център по телефон, факс, и др.
На 20 май 2007 г. е създадена Метеорологична станция за автоматично наблюдение на повърхността, състояща се от една оперативна памет ("data logger"), свързана със сензори регистриращи различни метеорологически параметри. Станцията включва наблюдаваните стойности на всяка минута, които всеки час автоматично се изпращат към централата, където се съхраняват и преработват. С откриването на тази станция, чрез сайта на INMET, може да се види актуалната информация за времето в града, от последното измерване до историческите данни от няколко седмици преди датата, за която се прави проверката.

### Минерални води
На територията на града има няколко извора, считани за минерални. От един от тях се бутилира и продава минералната вода, която притежава следните физични и химични свойства:
Физико-химическа характеристика
- Температура на водата при извора: 20,6 °C
- PH при темп. 25 °C: 6,00
- Остатък при изпаряване на темп. 180 °C, изчислено: 67,60 mg/L
- Електропроводност при темп. 25 °C: 107uS/cm
- Радиоактивност на водата при извора на темп. 20 °C и 760 mmHg: 12,93 махе

Химически състав
- Бикарбонат: 47,58 mg/l
- Калций: 7,71 mg/l
- Натрий: 7,05 mg/l
- Сулфат: 4,80 mg/l
- Калий: 3,62 mg/l
- Хлорид: 2,88 mg/l
- Магнезий: 2,29 mg/l
- Флуорид: 0,12 mg/l

## Образование
Според IBGE, през 2000 г., на територията на общината, 3889 души посещават учебни заведения съгласно следното разпределение:
- Детска градина: 105
- Предучилищно: 587
- Основно: 2414
- Гимназия: 661
- Пре-университетско: 3
- Висше образование: 99
- Магистърско или докторско: 3
- Програма за ограмотяване на възрастни: 16

Разпределението на населението в зависимост от годините на обучение е следното:
- Без образование или под 1 година обучение: 813
- 1 до 3 години: 2432
- 4 години: 2910
- 5 до 7 години: 2091
- 8 години: 1069
- 9 до 10 години: 604
- 11 години: 1667
- 12 години: 28
- 13 години: 32
- 14 години: 121
- 15 или повече години: 371
- неопределени: 91

Нивото на грамотност на населението в общината е 92,7%, като от тях, 99,1% са деца от 10 до 14 години, 97,7% — младежи между 15 и 19 години и 91% — хора над 20 години. Общо взето, данните са по-добри от средните за Минас Жерайс, чието средно ниво на грамотност е 89,7%.
Източник: IBGE

## Туризъм
Градът в последните години се утвърждава като туристическа дестинация за практикуване на еко- и селски туризъм. На територията се намират различни интересни места, планини, водопади, една Национална гора, хасиенди (фазендас), малки хотелчета (поусадас).
Туристически атракции представляват честванията свързани с „Корпус Кристи“, празника на млекопроизводителите, карнавала, фестивала на музикалните банди, разходки с велосипед, риболов, но вероятно една от най-интересните е разходката със старинния влак на Сера да Мантикейра, който свързва Паса Куатро с жп тунела в Сера да Мантикейра, близо до пролома на Ембау̀.
В града могат да се купят типични продукти от региона, като сладкиши и питиета, характерни за Минас Жерайс.
Местоположението на града, на почти еднакво разстояние от двата основни метрополиса на страната —Рио и Сао Пауло, го превръща в отлично място за построяването на хостели и заведения за туристи, факт който се утвърждава в последните години. През зимата се наблюдава увеличение на туристи, търсещи планинско-тропичния климат, с температури обикновено под нулата, особено през нощта, и без значителни валежи. Понякога може да се види образуване на лед във високите части на планините и дори снеговалежи.

### Културни атракции
Къщи (Casarios)
Резиденциални къщи, построени в периода от края на 19 до първите десетилетия на 20 век. Образуват архитектурен ансамбъл, включен в списъка на историческото и културно наследство на града с цел опазването им.
Домът на културата и Общинската обществена библиотека
Помещава се в резиденция от началото на миналия век, построена от сем. Еспаня. По-късно в нея се помещават централата на „Banco Hypotecário“ и кметството на общината. След реформирането ѝ, сградата е преустроена за нуждите на Общинската библиотека и Домът на културата. През 2000 г. имотът е първия включен в списъка на историческото и културно наследство на града.
Влакът на Сера да Мантикейра (Мария Фумаса)
Локомотив „Мария Фумаса“, марка Baldwin от 1929 г. и с № 332, използван за редовни железопътни превози в миналия век. В днешно време е включен в композиция, правеща туристически маршрут, тръгващ от Паса Куатро, с междинна спирка на гара Манака̀, продължавайки оттам до гара Коронел Фулженсио, в горната част на Сера да Мантикейра, до входа на тунела на границата между щатите Минас и Сао Пауло. Открита е от император Педро II през 19 век.
Бразил Нота 10
Музей с макети-възстановки на исторически бразилски събития, моделирани в миниатюра, някои с над 200 героя, отразяващи исторически моменти на Бразилия, като напр. Революцията от 1932 г., Войната на фарапусите, Бандейранти и Йезуити и др.
Занаятчийската къща
Място за изложбата и продажба на сувенири, изработени от местни занаятчии.

## Архитектура
Архитектурата на града е доста еклектична, с открояващи се резиденции, главно в центъра, построени в първите три десетилетия на 20 век, силно повлияни от португалската, френската и италианската архитектура.
Съгласно Закон № 1.766/07, одобрен от Общинския съвет за културното наследство на 5 юли 2007 г., е учреден историческия център на града, с включването му в списъка на историческото и културно наследство на Паса Куатро. Процедурата започва през 1998 и десет години по-късно е завършена.
Целият исторически център на града е инвентаризиран, съгласно архитектурни, типологически, пейзажни и други спецификации. На този принцип сградният фонд е поделен на четири категории за опазването му:
i) Степен на защита 01: сгради с високо историческо и/или архитектурно значение, считани за референт в историческия център;
ii) Степен на защита 02: сгради считани като актив с интерес за опазването им, чието разрушаване е забранено; ограниченията за ремонт и промени в облика са по-малко рестриктивни от тези на сградите в първа категория;
iii) Степен на защита 03: сгради считани като актив с интерес за опазването им, чието разрушаване може да бъде разрешено, след анализ и специфично проучване от страна на Арбитражния съвет на културното наследство на Паса Куатро, и само в случай че новият проект е съгласуван с директивите, включени в списъка на историческото наследство.
iv) Степен на защита 04: сгради без интерес за опазването им, но намиращи се в периметъра на историческия център; разрешено е събарянето им, стига новият проект да е съгласуван с директивите включени в списъка на историческото наследство.
Историческия център на Паса Куатро е регламентиран от Щатския институт за историческото и културното наследство на Минас Жерайс (IEPHA-MG), докато директивите за защитените зони са достъпни за справка в щаба на Арбитражния съвет на културното наследство на Паса Куатро.
Някои от сградите, включени в Списъка на историческото и културно наследство (СИКН) на града
- Резиденция включена в СИКН
- Резиденция включена в СИКН
- Резиденция включена в СИКН
- Резиденция от началото на 20 век, включена в СИКН

- Масонската ложа в Паса Куатро
- Църква св. Севастиан
- Църква св. Севастиан
- Калдаръмена улична настилка в центъра

## Официални празници
- 20 януари - Ден на Свети Севастиан, покровител на Паса Куатро.
- 1 септември – Ден на града, чества се обявяването му на град през 1888 г.

## Личности
- Жозе Дирсеу, политик
- Освалдо Орландо да Коста, военен
- Жоржи Фадел, художник
- Иван Мота Диас, военен
- Мария Жозе Боржис Гедис, артистка